# James McWilliams
James E. McWilliams (* 28. November 1968) ist ein US-amerikanischer Historiker und Professor für Geschichte an der Texas State University-San Marcos. Sein Forschungsgebiet ist US-amerikanische Kolonialgeschichte, die frühe Zeit nach der Unabhängigkeit und die Umweltgeschichte der Vereinigten Staaten.

## Leben
Seinen B.A. (Philosophie) schloss er an der Georgetown University 1991 ab, seinen M.A. (American Studies) an der University of Texas at Austin und seinen PhD (Geschichte) an der Johns Hopkins University 2001. Er wurde 2001 mit dem Walter Muir Whitehall Prize in für seine Arbeiten über die US-amerikanische Kolonialgeschichte ausgezeichnet. 2009 erhielt er den Hiett Prize des Dallas Institute of Humanities and Culture. Seit 2003 (Stand 2011) ist er Associate Professor für Geschichte an der Texas State.
Seine Veröffentlichungen sind auch im Texas Observer, im History News Service der New York Times, dem Christian Science Monitor, USA Today und vergleichsweise etwas umfangreicher im Atlantic erschienen. Er lebt in Austin und ist vegan.

## Werke

### Bücher
- Just Food: How Locavores are Endangering the Future of Food and How We Can Truly Eat Responsibly (Little, Brown, 2009) ISBN 978-0-316-03374-9
- American Pests: The Losing War on Insects from Colonial Times to DDT (Columbia, 2008)
  - Review: "American Pests": Our wrongheaded approach to insect control: Bugged to death: James E. McWilliams takes on insects, agriculture and pesticides in "American Pests: The Losing War on Insects from Colonial Times to DDT." By Irene Wanner, The Seattle Times,  August 8, 2008
- Building the Bay Colony: Local Economy and Culture in Early Massachusetts  (University of Virginia, 2007)
- A Revolution in Eating: how the quest for food shaped America (Columbia, 2005)

### Fachartikel
- “The horizon opened up very greatly.: Leland O. Howard and the Transition to Chemical Insecticides in the United States, 1894-1927” Agricultural History (Fall 2008).
- “Cuisine and National Identity in the Early Republic,” Historically Speaking (May/June 2006), 5-8.
- ”African Americans, Native Americans, and the Origins of American Food,” The Texas Journal of History and Genealogy. Volume 4 (2005), p. 12-16.
- " 'how unripe we are': An Intellectual Construction of American Food,” Food, Society, and Culture (Fall 2005), p. 143-160.
- “‘To Forward Well-Flavored Productions’: The Kitchen Garden in Early New England.” The New England Quarterly (March 2004), p. 25-50.
- “Integrating Primary and Secondary Sources,” Teaching History (Spring 2004), p. 3-14.
- “The Transition from Capitalism and the Consolidation of Authority in the Chesapeake Bay Region, 1607-1760: An Interpretive Model,” Maryland Historical Magazine

(Summer 2002), p. 135-152.
- “New England’s First Depression: An Export-Led Interpretation,” The Journal of Interdisciplinary History (Summer 2002), p. 1-20.
- “Work, Family, and Economic Improvement in Seventeenth-Century Massachusetts Bay,” The New England Quarterly (September 2001), p. 355-384. (Winner of the

2000 Whitehill Prize in Colonial History  for the best essay published that year in colonial history).
- “Brewing Beer in Massachusetts Bay, 1640-1690.” The New England Quarterly (December 1998), p. 353-384.

### Journalistisches
1. ↑  http://www.theatlantic.com/james-mcwilliams/

| Personendaten    | Personendaten                                             |
| ---------------- | --------------------------------------------------------- |
| NAME             | McWilliams, James                                         |
| ALTERNATIVNAMEN  | McWilliams, James E.                                      |
| KURZBESCHREIBUNG | US-amerikanischer Historiker und Professor für Geschichte |
| GEBURTSDATUM     | 28. November 1968                                         |